# Christian Ludwig von Isenburg-Birstein

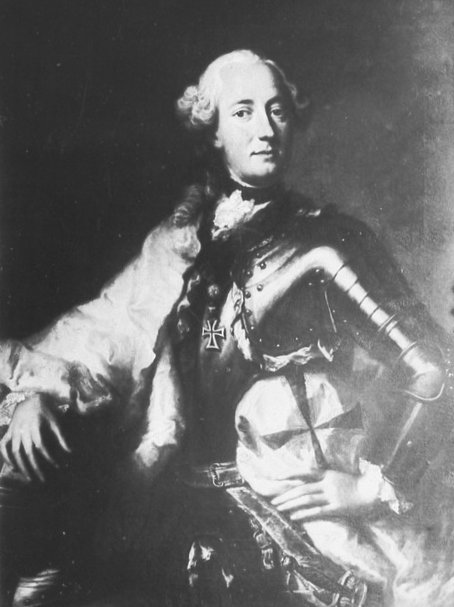
Prinz Christian Ludwig von Isenburg-Birstein (Darstellung aus dem 18. Jahrhundert)

Christian Ludwig von Isenburg und Büdingen in Birstein (* 8. Oktober 1710 in Birstein; † 6. Juli 1791) war ein hessen-kasselscher General und deutscher Prinz.

## Leben
Seine Eltern waren Fürst Wolfgang Ernst I. von Isenburg und Büdingen und Gräfin Friederike Elisabeth von Leiningen-Dagsburg.
Seine militärische Laufbahn begann er im hessen-kasselschen Grenadierregiment. Am 6. Januar 1741 erhielt er das Reiterregiment des Generalmajors Ernst Hartmann von Diemar. Im Jahre 1746 wurde er zum Generalmajor und 1750 Generalleutnant befördert. Er war dann Kommandeur der hessen-kasselschen Truppen in den Niederlanden. 1756 befehligte er die 8000 Mann, die der Landgraf als Hilfstruppen nach England schickte. Sein Bruder, der Generalmajor Johann Casimir, war ebenfalls Teil dieser Truppe. Er kam aber zu keinen Kampfhandlungen. Am 16. März 1757 quittierte er den Dienst, da ihm als Ritter des Deutschen Ordens die  Deutschordensballei Hessen zugefallen war, deren Verwaltung er sich nun widmen wollte. Sein Vater richtete ihm dafür Schloss Langenselbold her. Sein Freund, der Landgraf Friedrich II., schickte ihm Künstler zur Ausstattung der Räume (darunter Johann August Nahl der Ältere).